# Nectandra
Nectandra ist eine Pflanzengattung innerhalb der Familie der Lorbeergewächse (Lauraceae). Die etwa 117 Arten sind in der Neotropis weitverbreitet.

## Beschreibung

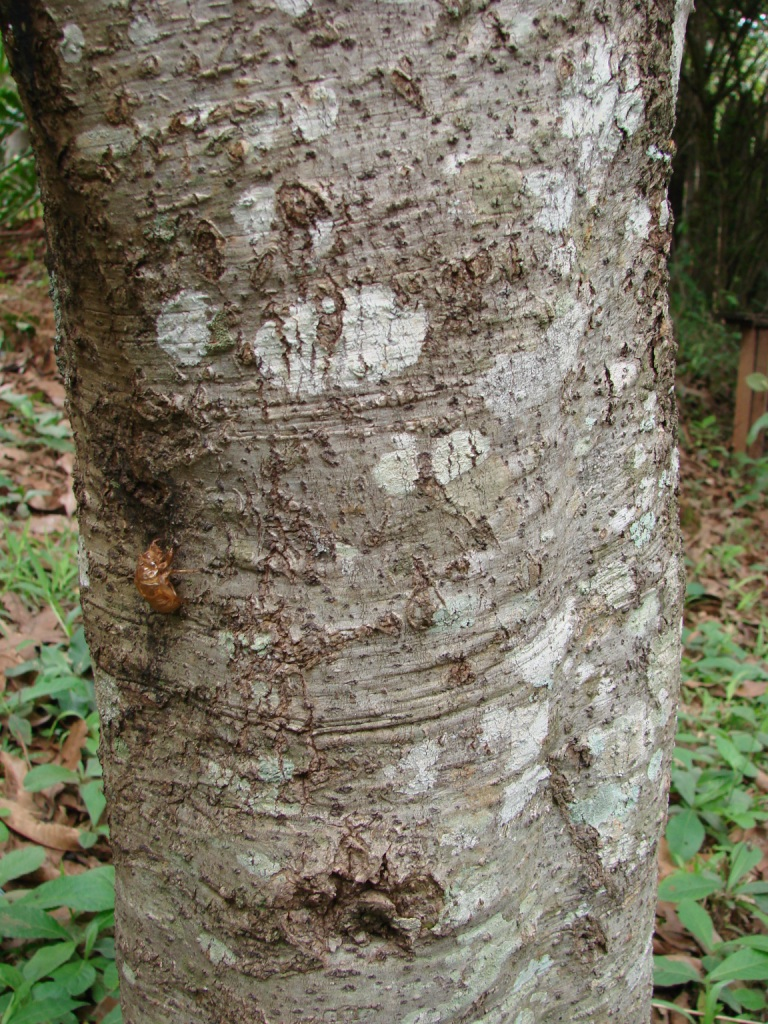
Borke von Nectandra cissiflora

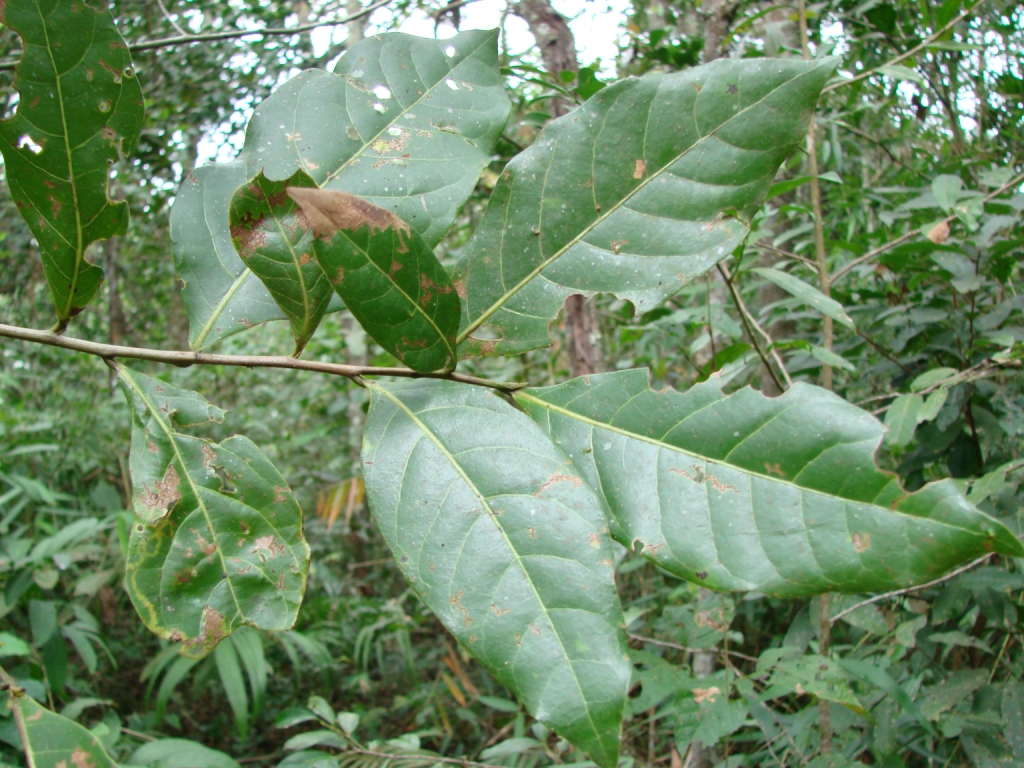
Zweig mit einfachen Laubblättern von Nectandra cissiflora

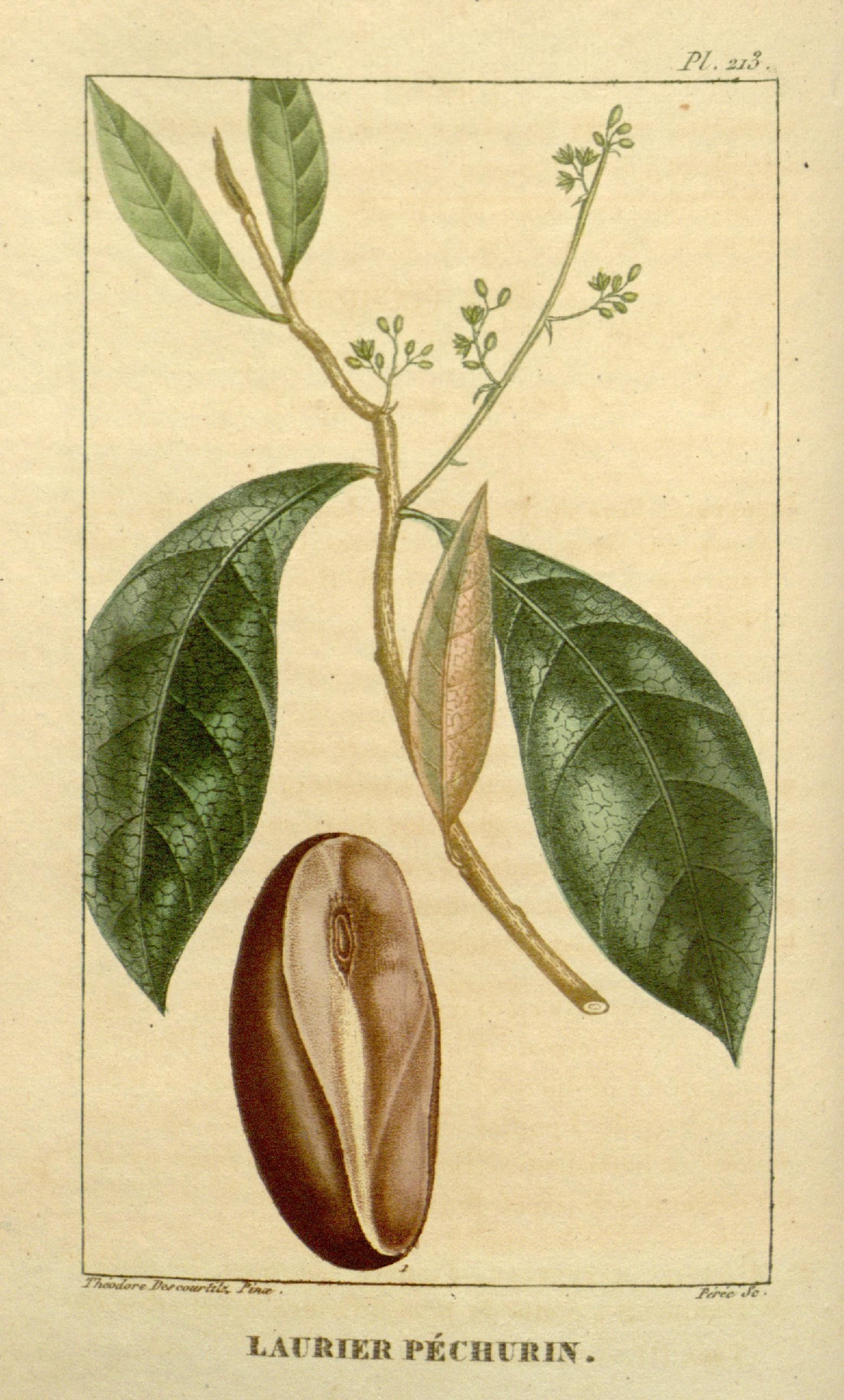
Illustration aus Flore médicale des Antilles, ou, Traité des plantes usuelles, Tafel 213 von Nectandra pichurim

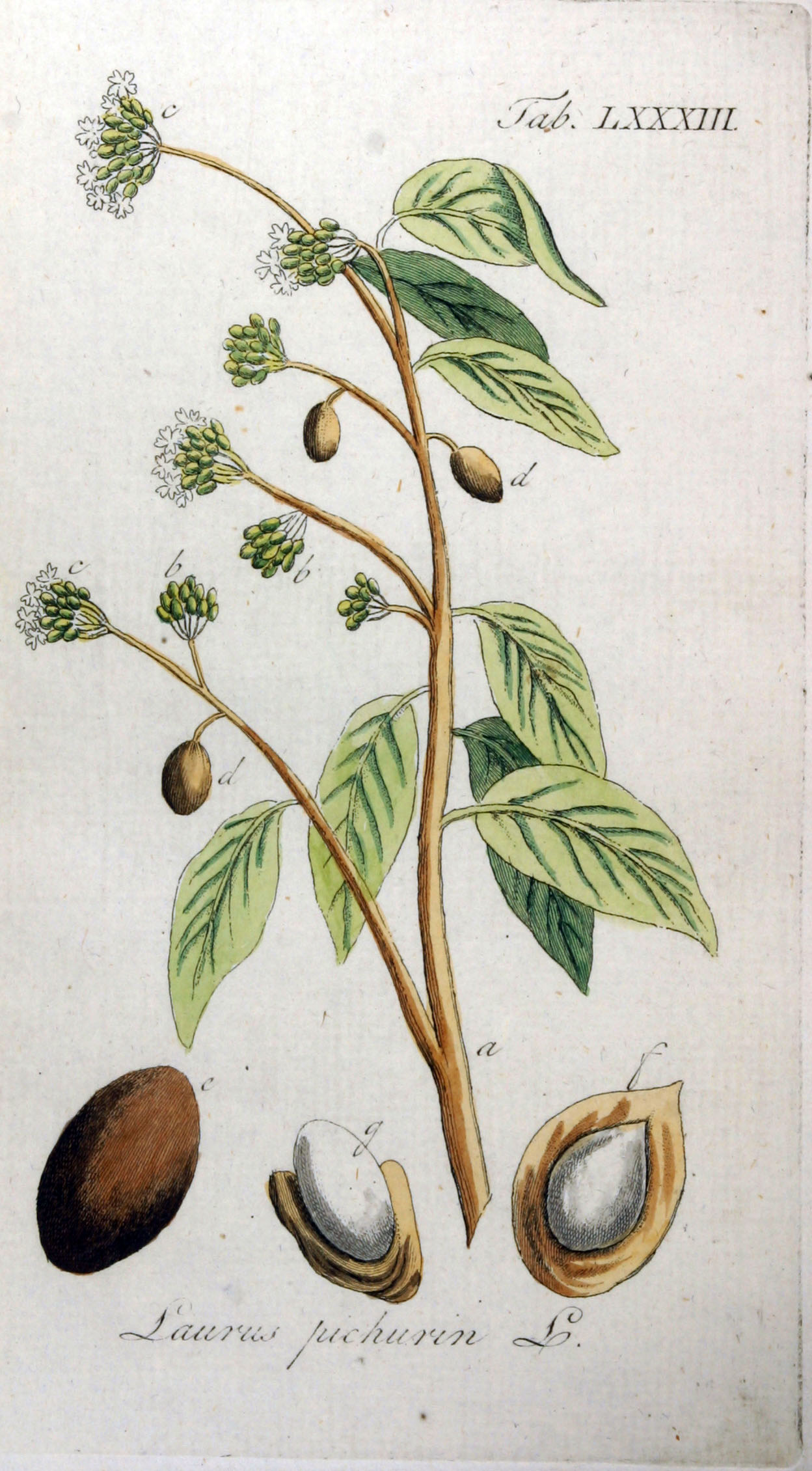
Illustration von Nectandra pichurim

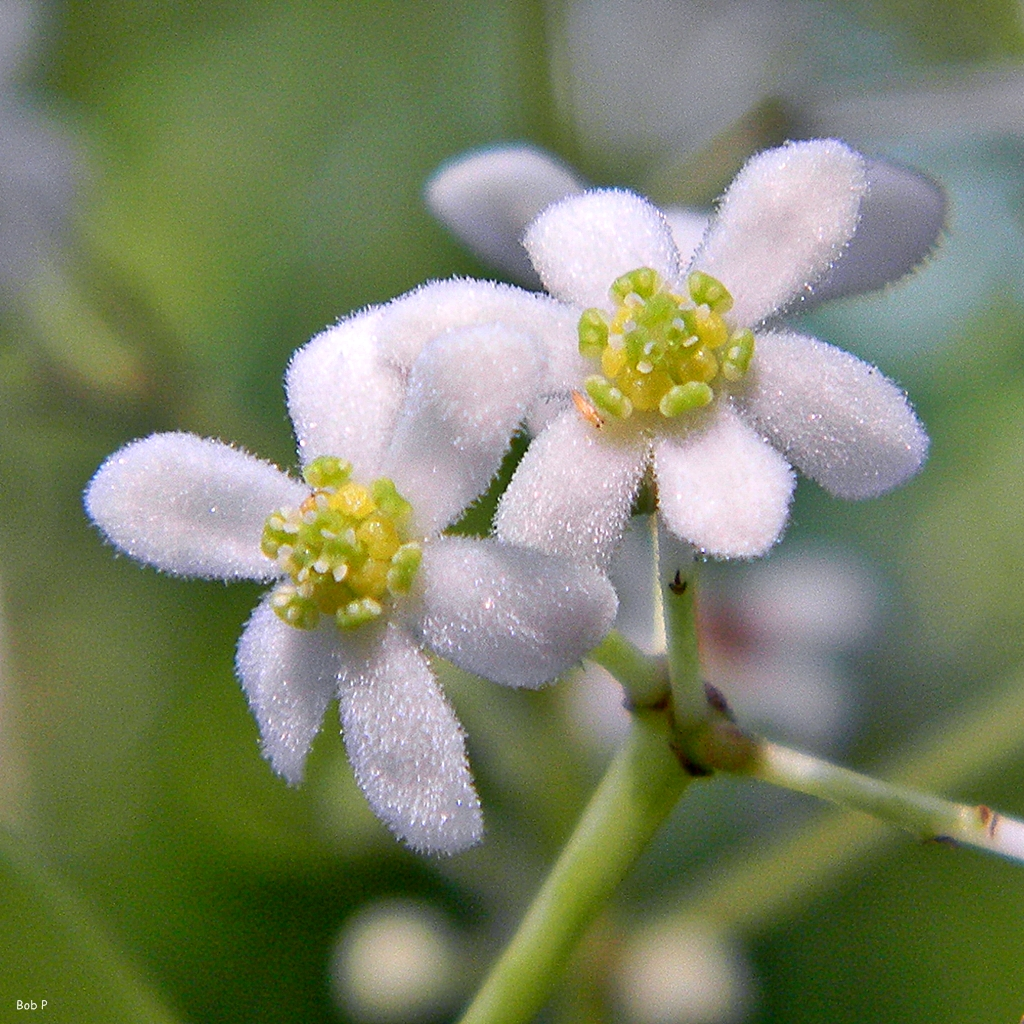
Blüten im Detail von Nectandra coriacea

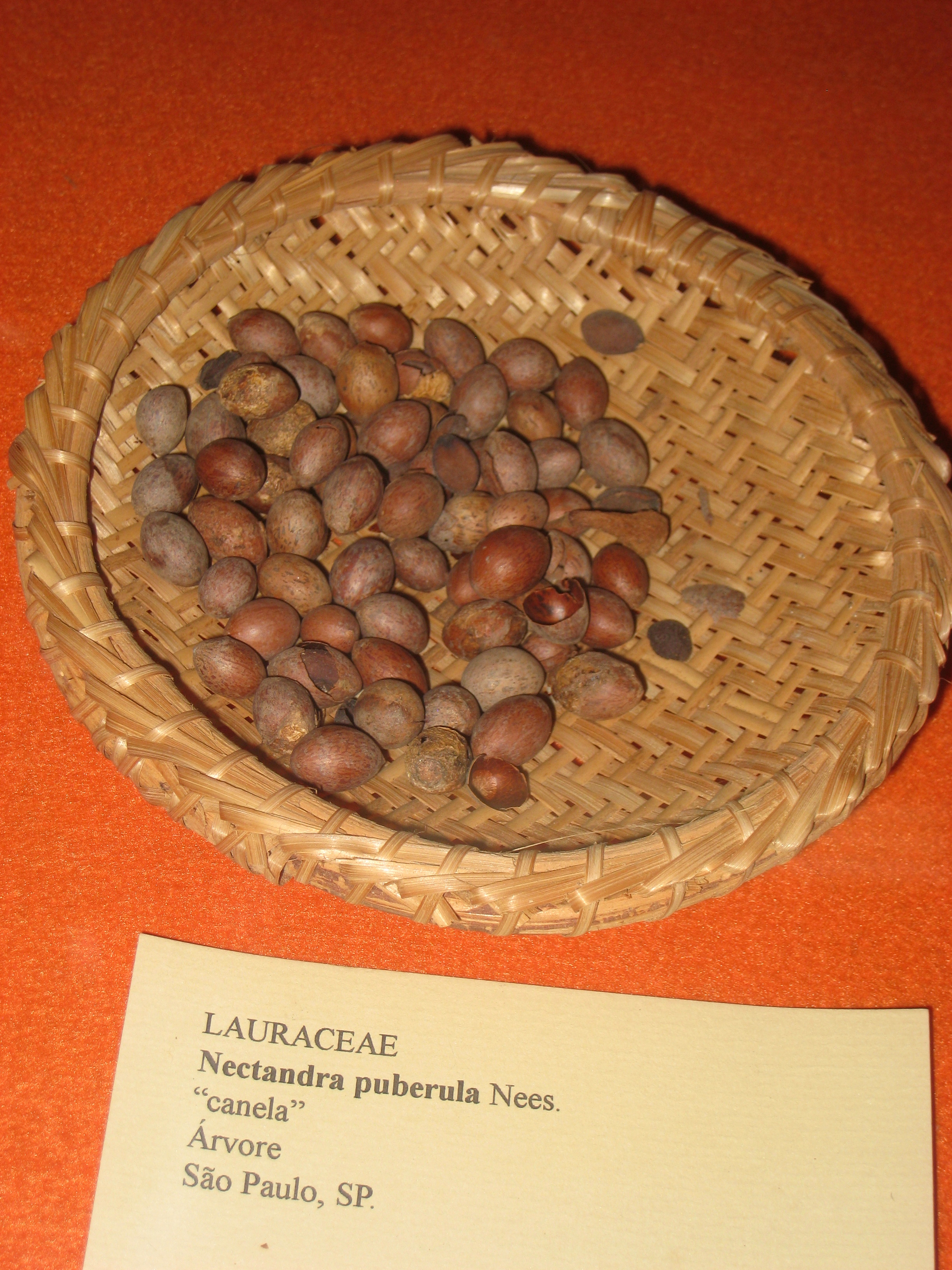
Steinkerne von Nectandra puberula

### Erscheinungsbild und Laubblätter
Nectandra-Arten sind immergrüne Sträucher oder Bäume. Die dunkel rötlich-braune, braune oder graue Borke besitzt kleine, warzenähnliche Lentizellen.
Die meist wechselständig, selten fast gegenständig an den Zweigen angeordneten Laubblätter sind meist in Blattstiel und Blattspreite gegliedert. Die einfachen, pergamentartigen oder ledrigen Blattspreiten sind fiedernervig. Die Blattflächen sind unterschiedlich behaart. Es sind keine Domatien vorhanden.

### Blütenstände, Blüten und Früchte
In seiten- und/oder fast endständigen, meist rispigen Blütenständen sind meist viele Blüten zusammengefasst. Es sind Blütenstiele vorhanden.
Die zwittrigen Blüten sind dreizählig mit doppelter Blütenhülle. Die Blütenhüllblätter beider Kreise sind gleich oder die des äußeren Kreises sind größer. Die Blütenhüllblätter können verwachsen sein. Die fleischigen Blütenhüllblätter sind während der Anthese zurückgebogen oder ausgebreitet und fallen danach meist ab. Grundsätzlich sind drei Kreise mit je drei Staubblättern vorhanden. Die Staubblätter der beiden äußeren Kreise sind fleischig, papillös und oft kronblattartig. die des inneren Kreises sind quadratisch oder zu kleinen, Staminodien reduziert oder können sogar fehlen. Die Staubbeutel sind sitzend oder es sind Staubfäden vorhanden. Der meist kahle Fruchtknoten ist ei- oder fast kugelförmig, selten ellipsoid. Der meist kurze Griffel endet einer auffälligen, fast kopfigen oder scheibenförmigen, selten dreieckigen oder dreieckig-schildförmigen Narbe.
Der vergrößerte Fruchtstiel geht in einen mehr oder weniger hohen Fruchtbecher über, der einen glatten Rand besitzt oder manchmal durch Reste der Blütenhüllblätter gelappt ist. Auf dem Fruchtbecher sitzt die Steinfrucht. Die meist ellipsoiden oder fast kugeligen, manchmal länglichen oder verkehrt-eiförmigen Steinfrüchte sind bei Reife blau bis schwarz.

## Systematik und Verbreitung

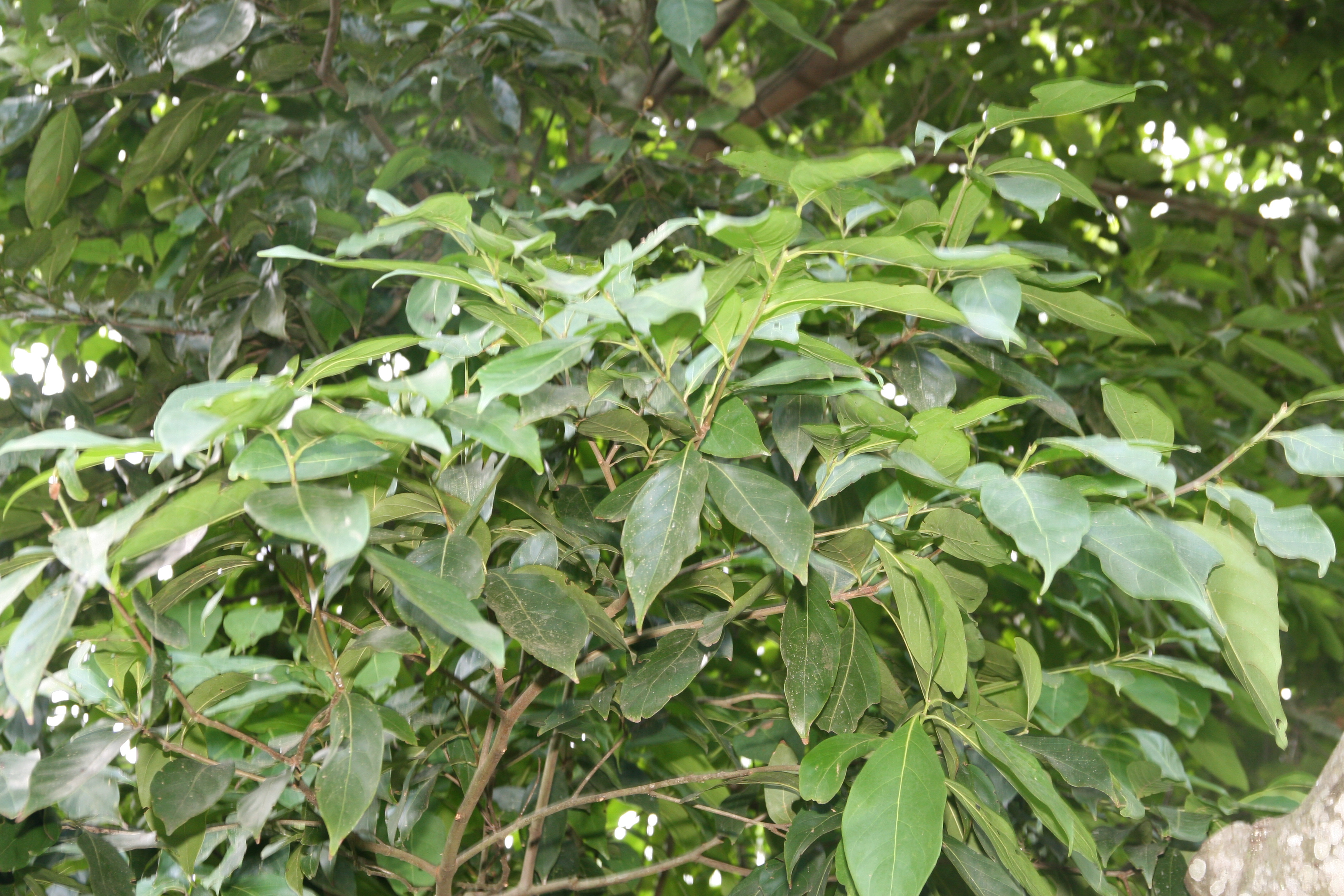
Nectandra lineata

Die Gattung Nectandra wurde 1778 durch Daniel Rolander in Christen Friis Rottbøll: Acta Literaria Universitatis Hafniensis, 1, S. 279 aufgestellt. Typusart ist Nectandra sanguinea Rol. ex Rottb.. Der Name Nectandra Rol. ex Rottb. nom. cons. wurde nach den Regeln der ICBN konserviert (Vienna ICBN Art. 14.10 & App. III) gegenüber dem früher veröffentlichten Homonym (Vienna ICBN Art. 53) Nectandra P.J.Bergius nom. rej., der in Peter Jonas Bergius: Descriptiones Plantarum ex Capite Bonae Spei, …, 1767, S. 131 veröffentlicht wurde. Der Gattungsname Nectandra leitet sich aus dem lateinischen Wort nectar vom griechischen nektar für Nektar und vom griechischen Wort andro für männlich ab.
Die etwa 175 Nectandra-Arten sind in der Neotropis weitverbreitet. In Südamerika kommen etwa 125 Arten vor, von Florida über Mexiko bis Zentralamerika gibt es etwa 34 Arten und auf den Karibischen Inseln sind etwa 15 Arten beheimatet. In Panama gibt es etwa 18 Arten. 30 Arten kommen etwa in Ecuador vor. In Florida ist nur eine Art heimisch.
Es gibt bei Rohwer 1993 etwa 114 bis Rohwer 2012 etwa 117 oder Flora of Panama 2012 etwa 175 Arten in der Gattung Nectandra (Auswahl):
- Nectandra acutifolia (Ruiz & Pav.) Mez
- Nectandra amazonum Nees
- Nectandra angusta Rohwer
- Nectandra angustifolia (Schrad.) Nees (Syn.: Nectandra angustifolia var. falcifolia Nees, Nectandra falcifolia (Nees) J.A.Castigl. ex Mart. Crov. & Piccinini, Nectandra megapotamica (Spreng.) Mez, Nectandra membranacea (Spreng.) Hassl., Nectandra membranacea var. falcifolia (Nees) Hassl., Nectandra saligna Nees & Mart.): Sie ist in Südamerika in Brasilien, Argentinien, Paraguay sowie Uruguay verbreitet.[7]
- Nectandra apiculata Rohwer
- Nectandra astyla Rohwer
- Nectandra aurea Rohwer
- Nectandra baccans (Meissner) Mez
- Nectandra barbellata Coe-Teix.
- Nectandra bartlettiana Lasser
- Nectandra bicolor Rohwer
- Nectandra brittonii Mez
- Nectandra brochidodroma Rohwer
- Nectandra canaliculata Rohwer
- Nectandra canescens Nees & Mart.
- Nectandra caudatoacuminata O.C.Schmidt
- Nectandra cerifolia Rohwer
- Nectandra cissiflora Nees
- Nectandra citrifolia Rusby
- Nectandra coeloclada Rohwer
- Nectandra cordata Rohwer
- Nectandra coriacea (Sw.) Griseb.: Sie kommt in Florida und von den südlichen mexikanischen Bundesstaaten Campeche, Quintana Roo, Yucatán über Belize, Guatemala bis Honduras und auf den karibischen Inseln Islas de la Bahía, Antigua und Barbuda, Bahamas, Cayman Islands, San Andres, Kuba, Hispaniola, Grenada, Guadeloupe, Jamaika, Martinique, Montserrat, Saba, St. Eustatius, Puerto Rico sowie den Jungferninseln vor.[7]
- Nectandra crassiloba Rohwer
- Nectandra cufodontisii (O.C.Schmidt) C.K.Allen
- Nectandra cuneatocordata Mez
- Nectandra cuspidata Nees & Mart.
- Nectandra dasystyla Rohwer
- Nectandra debilis Mez
- Nectandra discolor (Kunth) Nees
- Nectandra embirensis Coe-Teix.
- Nectandra filiflora Rohwer
- Nectandra fragrans Rohwer
- Nectandra fulva Rohwer
- Nectandra furcata (Ruiz & Pav.) Nees
- Nectandra gracilis Rohwer
- Nectandra grisea Rohwer
- Nectandra guadaripo Rohwer
- Nectandra herrerae O.C.Schmidt
- Nectandra heterotricha Rohwer
- Nectandra hirtella Rohwer
- Nectandra hihua (Ruiz & Pav.) Rohwer: Sie ist in der Neotropis von Mexiko über Zentralamerika und auf Karibischen Inseln bis Südamerika weitverbreitet.[7]
- Nectandra hypoleuca Hammel
- Nectandra impressa Mez
- Nectandra japurensis Nees
- Nectandra krugii Mez
- Nectandra latissima Rohwer
- Nectandra laurel Klotzsch ex Nees
- Nectandra leucocome Rohwer
- Nectandra lineata (Kunth) Rohwer
- Nectandra lineatifolia (Ruiz & Pav.) Mez
- Nectandra longifolia (Ruiz & Pav.) Nees
- Nectandra longipetiolata van der Werff
- Nectandra lucida Nees
- Nectandra martinicensis Mez
- Nectandra matogrossensis Coe-Teix.
- Nectandra matthewsii Meisn.
- Nectandra matudai Lundell
- Nectandra maynensis Mez
- Nectandra membranacea (Sw.) Griseb.
- Nectandra micranthera Rohwer
- Nectandra microcarpa Meissn.
- Nectandra minima Rohwer
- Nectandra mirafloris van der Werff: Sie kommt nur in Nicaragua vor.
- Nectandra nitida Mez
- Nectandra obtusata Rohwer
- Nectandra olida Rohwer
- Nectandra ovatocaudata Rohwer: Sie wurde 2012 aus der peruanischen Provinz Cajamarca erstbeschrieben.[1]
- Nectandra paranaensis Coe-Teix.
- Nectandra parviflora Rohwer
- Nectandra paucinervia Coe-Teix.
- Nectandra pearcei Mez
- Nectandra pichurim (Kunth) Mez
- Nectandra psammophila Nees
- Nectandra pseudocotea Allen & Barneby
- Nectandra pulchra Ekman et O.C.Schmidt: Dieser Endemit kommt nur in Haiti vor.[7]
- Nectandra pulverulenta Nees
- Nectandra purpurea (Ruiz & Pav.) Mez
- Nectandra ramonensis Standley
- Nectandra reflexa Rohwer
- Nectandra reticulata (Ruiz & Pav.) Mez
- Nectandra roberto-andinoi (C.Nelson) C.Nelson: Sie wurde 2001 aus Honduras erstbeschrieben.[1]
- Nectandra rudis C.K.Allen
- Nectandra ruforamula Rohwer
- Nectandra salicifolia (Kunth) Nees
- Nectandra salicina C.K.Allen
- Nectandra sanguinea Rol. ex Rottb.: Sie kommt im nördlichen Südamerika in Guyana, Suriname, Venezuela und im brasilianischen Bundesstaat Roraima vor.[7]
- Nectandra smithii C.K.Allen
- Nectandra sordida Rohwer
- Nectandra spicata Meissn.
- Nectandra subbullata Rohwer
- Nectandra tomentosa van der Werff: Sie wurde 2003 aus Ecuador erstbeschrieben.[1]
- Nectandra truxillensis (Meissner) Mez
- Nectandra turbacensis (Kunth) Nees: Sie ist von Mexiko über Zentralamerika und auf Karibischen Inselsn bis Südamerika weitverbreitet.[7]
- Nectandra umbrosa (Kunth) Mez
- Nectandra utilis Rohwer
- Nectandra venulosa Meissn.
- Nectandra viburnoides Meisn.
- Nectandra warmingii Meissn.
- Nectandra weddellii Meissn.
- Nectandra wurdackii C.K.Allen & Barneby
- Nectandra yarinensis O.C.Schmidt

## Nutzung
Einige Arten liefern gutes Holz für örtliche Tischlereien und als Bauholz.